# أغكند ثمرق
أغكند ثمرق هي قرية في مقاطعة مراغة، إيران. عدد سكان هذه القرية هو 333 في سنة 2006.